# Fam finlandesa de 1866-1868
La fam finlandesa de 1866- 1868 va ser una fam que suposà la pèrdua del 8,5 de la població de Finlàndia i que es considera una de les darreres grans fams al nord europeu. Va ser produïda per una pèrdua de les collites a causa de gelades prematures i agreujada per una epidèmia de tifus. El govern va intentar reaccionar demanant diners a la família Rothschild per impulsar el repartiment d'aliments i la construcció de noves línies de ferrocarril (que servien tant per accelerar la distribució de menjar com per donar feina i ingressos extra als obrers més empobrits). La fam va accelerar l'emigració de part de la població a terres russes.